# Budbud
Budbud este un oraș din Somalia, regiunea Galguduud.